# Megastethodon dettmanni
Megastethodon dettmanni is een halfvleugelig insect uit de familie schuimcicaden (Cercopidae). De wetenschappelijke naam van deze soort is voor het eerst geldig gepubliceerd in 1926 door Schmidt.